# Адендорф
Адендорф (њем. Adendorf) општина је у њемачкој савезној држави Доња Саксонија. Једно је од 43 општинска средишта округа Линебург. Према процјени из 2010. у општини је живјело 10.104 становника. Посједује регионалну шифру (AGS) 3355001.

## Географија
Адендорф се налази у савезној држави Доња Саксонија у округу Линебург. Општина се налази на надморској висини од 23 метра. Површина општине износи 16,1 km².

## Становништво
У самом мјесту је, према процјени из 2010. године, живјело 10.104 становника. Просјечна густина становништва износи 628 становника/km².

## Међународна сарадња
| Мјесто | Држава    | Врста сарадње | Од    |
| ------ | --------- | ------------- | ----- |
|        | Француска | пријатељство  | 2000. |
| Извор  |           |               |       |